# GraphML
GraphML est un format de fichier basé sur le XML, pour décrire des graphes.

## Fonctionnalités
GraphML prend en compte :
- Les graphes orientés, non orientés et mixtes
- Les hypergraphes
- Les graphes hiérarchiques
- Les représentations graphiques
- Les références à des données externes
- Les attributs applicatifs spécifiques
- Les analyseurs syntaxiques légers

## Exemple simple
Un fichier GraphML est un fichier XML contenant un graphe (élément <graph>), auquel est rattachée une liste non-ordonnée de nœuds (éléments <node>) et d'arêtes (éléments <edge>).
Chaque élément <node> doit posséder un identifiant (attribut id) unique.
Chaque élément <edge> doit posséder une source (attribut source) et une cible (attribut target) qui reprennent les identifiants précédemment déclarés comme attribut des éléments <node>.
Cet exemple définit un graphe simple (ayant pour identifiant G), avec deux nœuds (n0 et n1) reliés par une arête (e1) non orientée (undirected):
```
<?xml version="1.0" encoding="UTF-8"?>

<graphml
 
xmlns=
"http://graphml.graphdrawing.org/xmlns"
  

    
xmlns:xsi=
"http://www.w3.org/2001/XMLSchema-instance"

    
xsi:schemaLocation=
"http://graphml.graphdrawing.org/xmlns/1.0/graphml.xsd"
>

  
<graph
 
id=
"G"
 
edgedefault=
"undirected"
>

    
<node
 
id=
"n0"
/>

    
<node
 
id=
"n1"
/>

    
<edge
 
id=
"e1"
 
source=
"n0"
 
target=
"n1"
/>

  
</graph>

</graphml>

```

## Editeurs et visionneuses

### Gratuits
- yEd : http://www.yworks.com/products/yed
- yEd live : http://www.yworks.com/yed-live/